# Strawberry Moon
Strawberry Moon è un singolo della cantante sudcoreana IU, pubblicato il 19 ottobre 2021.

## Descrizione

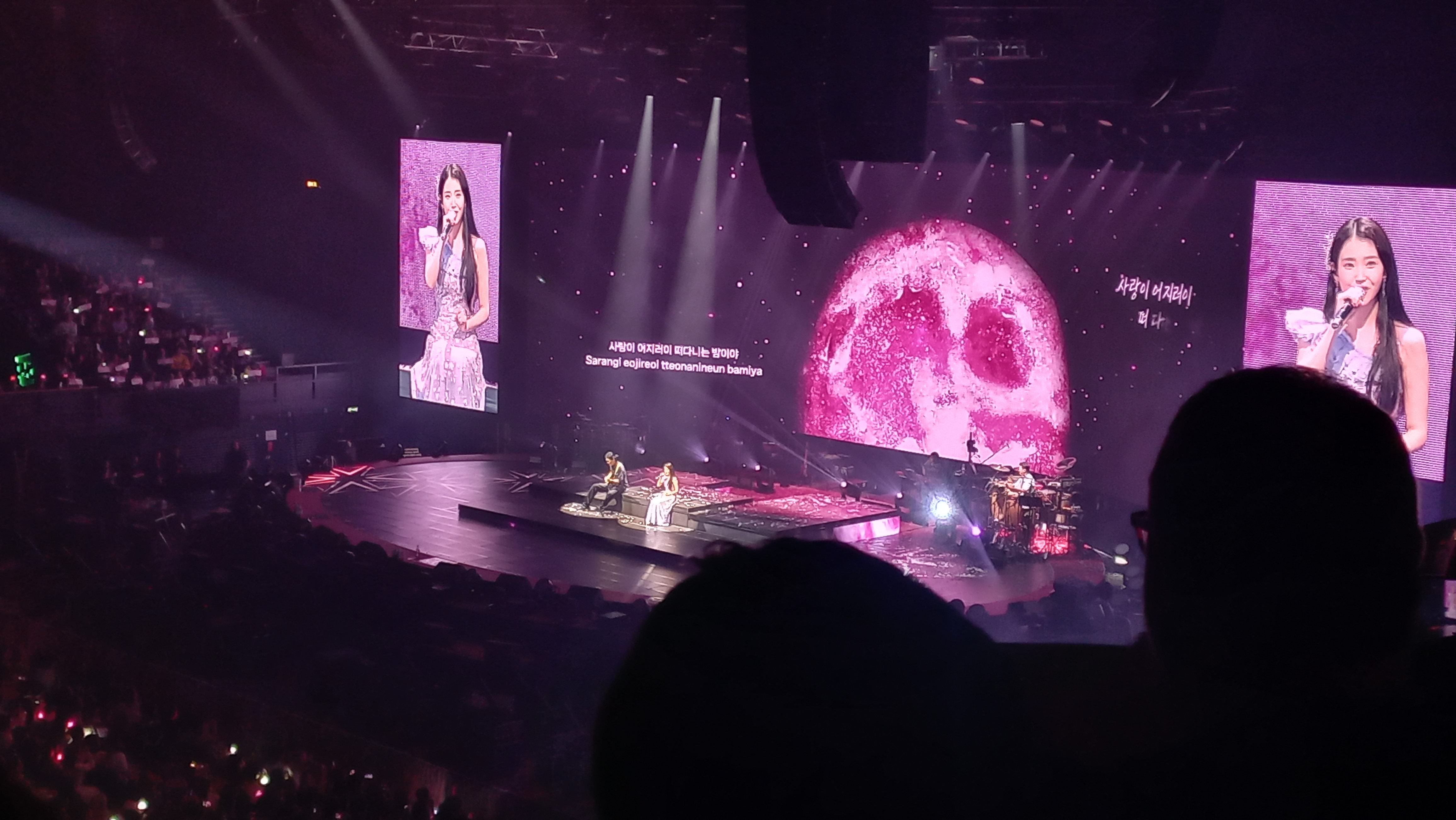
IU durante l'esibizione di Strawberry Moon a Londra il 21 giugno 2024.

Strawberry Moon viene annunciato il 5 ottobre 2021 e reso disponibile per il download digitale e lo streaming il 19 ottobre 2021 alla mezzanotte ora coreana. La composizione musicale del pezzo è stata descritta come "evocatrice di una fiaba" per via della melodia di pianoforte e della voce delicata di IU. I testi parlano di un incontro voluto dal destino e richiamano il conforto di una relazione romantica. Il titolo è invece un riferimento alla luna piena di giugno, chiamata "luna delle fragole" per il supposto colore rosato.
Inizialmente il singolo era una semplice traccia basata sulla chitarra acustica, poi, in fase di arrangiamento, sono stati aggiunti elementi elettronici per dare dinamismo, diventando un brano pop-rock centrato sul pianoforte.

## Accoglienza
| Recensione | Giudizio |
| ---------- | -------- |
| IZM        |          |
| NME        |          |

Per Tanu I. Raj di NME, "mentre bilancia la vivace eccitazione dell'amore con la serenità della fede, si ha la sensazione che, nonostante si stia guardando lo stesso viso, questa IU sia molto più saggia e stabile [rispetto a quando era una ventenne]". Ha definito la canzone una rappresentazione del "tipo di amore facile e maturo che non è influenzato dai capricci del cuore o della vita" e ha lodato il testo, notando come la "leggerezza dell'essere" diventi un "tema visivo, sonoro e lirico" in tutta la traccia e che la parte strumentale enfatizzi le parole.
Tamar Herman del South China Morning Post ha commentato che il singolo funge "da perfetta rappresentazione sonora di chi sia [IU] e di dove si trovi nella sua carriera" e l'ha inclusa nella lista delle migliori uscite K-pop di ottobre 2021.
Per Jang Joon-hwan di IZM la canzone si sviluppa su una base sonora comune alla musica di IU, ma risalta grazie al testo, ricco di poesia e metafore uniche, come non succedeva da Love Poem.

## Tracce
1. Strawberry Moon – 3:25 (testo: IU – musica: IU, Lee Jong-hoon)

## Formazione
Accrediti adattati da ManiaDB.
- IU – testi, musiche, cori
- Lee Jong-hoon – musiche, arrangiamenti, sintetizzatore
- Lee Chae-gyu – arrangiamenti, batteria
- Choi In-seong – basso
- Hong So-jin – piano
- Jung Seok-hoon – chitarra
- Son Myung-gap – registrazione
- Kang Seon-young – ingegneria
- Gu Jong-pil – missaggio
- Kwon Nam-woo – mastering

## Successo commerciale
In Corea del Sud, Strawberry Moon ha debuttato in cima alla Gaon Weekly Digital Chart e al settimo posto della classifica del mese di ottobre 2021, salendo al primo posto il mese successivo.
Il singolo si è classificato in posizione 80 nella classifica annuale del 2021, in posizione 30 nel 2022 e in posizione 162 nel 2023.
Il 12 gennaio 2023 ha conseguito la certificazione platino in Corea del Sud.

## Classifiche
| Classifica (2021) | Posizione massima |
| ----------------- | ----------------- |
| Corea del Sud     | 1                 |
| Singapore         | 22                |

## Riconoscimenti
- Circle Chart Music Award
  - 2022 – Canzone dell'anno (ottobre)[18]

- Genie Music Award
  - 2022 – Candidatura a Canzone dell'anno[19]